# Рената Лотаринзька
Рената Лотаринзька (нім. Renata von Lothringen), або Рене Лотаринзька (фр. Renée de Lorraine), 20 квітня 1544 — 22 травня 1602) — лотаринзька принцеса з Лотаринзького дому, донька герцога Лотарингії Франсуа I та дансько-норвезької принцеси Крістіни, дружина герцога Баварії Вільгельма V, матір першого курфюрста Баварії Максиміліана I.

## Біографія

### Ранні роки
Народилась 20 квітня 1544 року в Нансі. Була другою дитиною та старшою донькою в родині спадкоємного принца Лотарингії Франсуа та його дружини Крістіни Данської. Отримала ім'я на честь бабусі з батьківського боку. Мала старшого брата Карла.

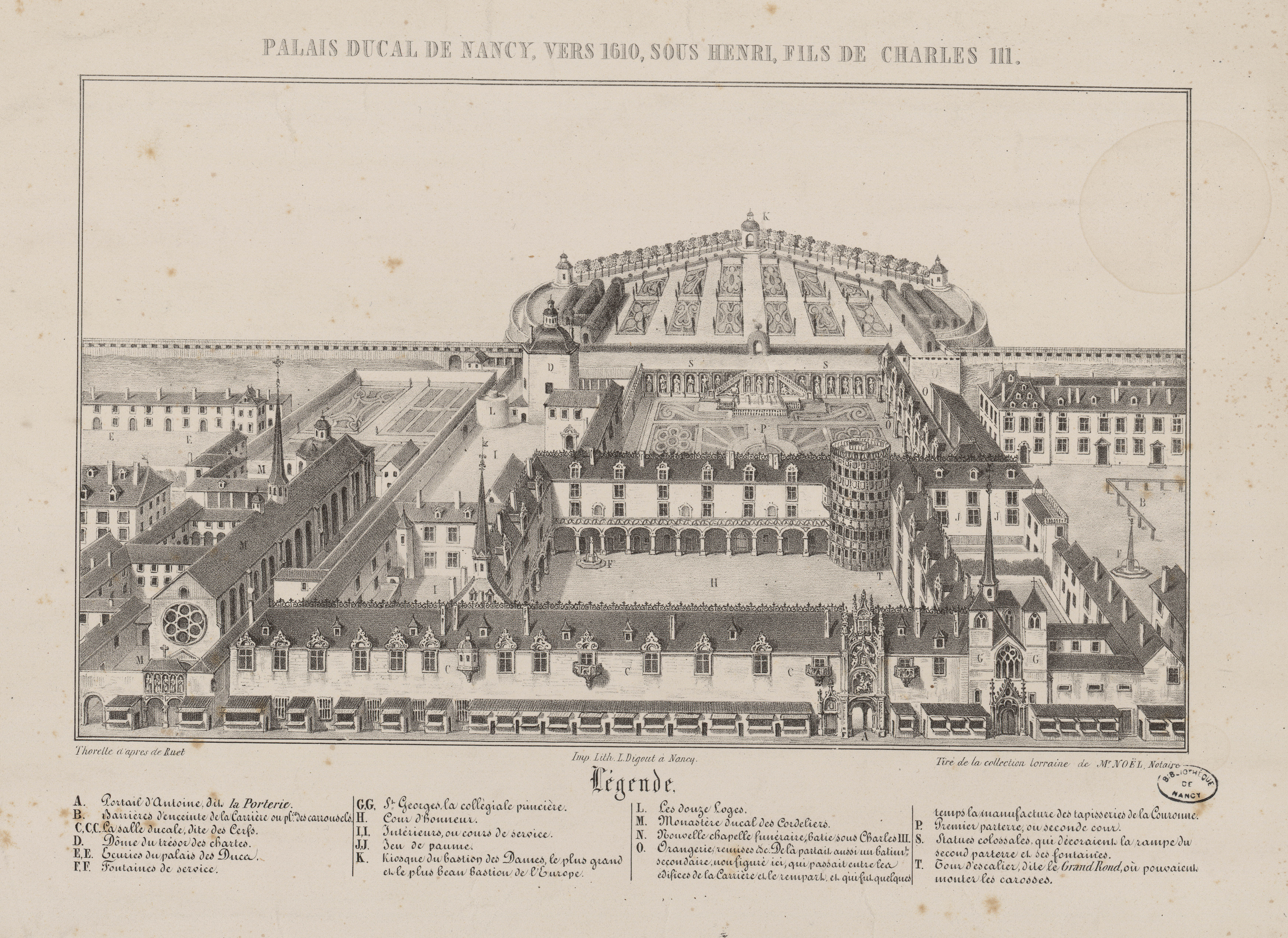
Герцогський палац у Нансі

За два місяці після її народження батько успадкував престол Лотарингії, але вже за рік помер. Молодша донька Доротея з'явилась на світ вже після його смерті. Матір більше не одружувалася, хоча мала чимало вигідних пропозицій. До квітня 1552 року здійснювала у Лотарингії регентство.
У ході візиту Доротеї Данської з чоловіком до Нансі у 1551 році, про лотаринзьких принцес зазначили: «обидві чарівні дівиці, тільки молодша кульгава і не може ходити, через що дядько й тітка ще ніжніше обійняли її»
Навесні 1552 року матір була відсторонена від влади французьким королем, армія якого захопила герцогство. Малолітній герцог Лотарингії, за волею Генріха II, мав виховуватись у Франції, і був забраний до Парижу. Крістіні дозволили нести відповідальність за доньок та управляти майном дітей, за винятком укріплених міст. За порадою штатгальтерки Нідерландів Марії, за три дні після від'їзду сина вона, із Ренатою, Доротеєю та Анною Лотаринзькою, залишили столицю та від'їхали до Бламону. Але, через повторне прибуття французького короля зі свитою, які зайняли їхній замок, невдовзі переїхали до Деневру, де залишались наступні три місяці. Дізнавшись про спроби Крістіни допомогти імперській армії, Генріх II  звелів їй залишити країну. Штатгальтерка Марія, довідавшись про це, запросила її з доньками до Брюсселю, але, через бойові дії, проїзд землями був ускладнений. Спершу родина дісталася Шлеттштадту. Маркграф Альбрехт II Алківіад запросив їй до цитаделі Гохкьонігсбург, що стала їхнім прихистком на наступні кілька тижнів. Після приходу імператора Карла V на чолі армії, отримали змогу переїхати до двору Доротеї Данської у Гайдельберзі. У січні 1553 року прибули до Брюсселю.

### Шлюбні плани

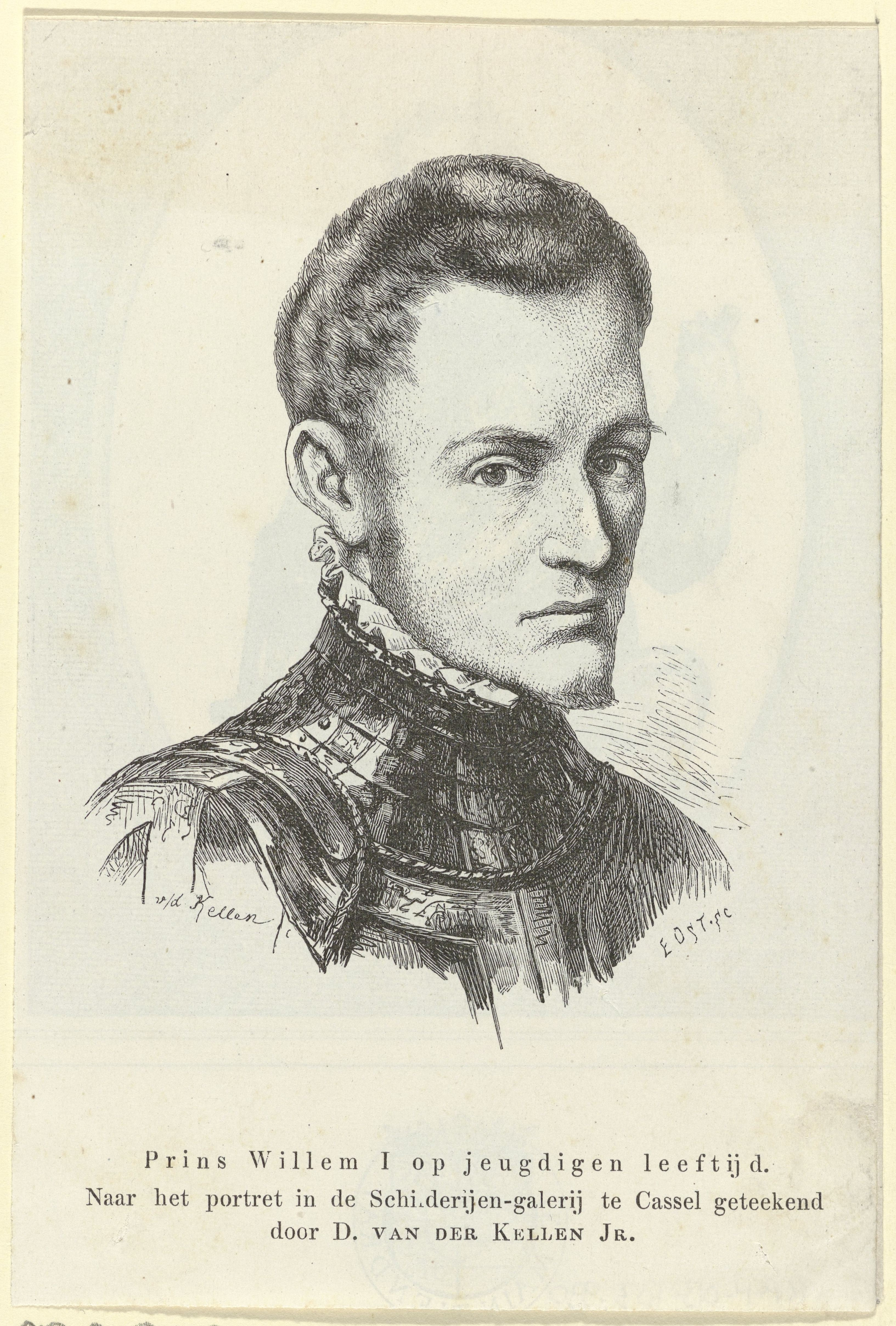
Вільгельм Оранський — перший потенційний наречений Ренати

У травні 1558 року Рената вперше зустрілася з братом після його вивезення до Франції. У березні 1559 року в ході перемовин щодо укладення Като-Камбрезького мирного договору познайомилася із його дружиною Клаудією Валуа. Зустріч принцес та їхньої матері з невісткою описували як теплу та привітну. Змальовували Ренату як високу та привабливу дівчину. Її шлюб із Вільгельмом Оранським, який у березні 1558 року втратив дружину, був майже узгоджений під час перемовин у Като-Камбрезі, однак король Іспанії завадив цьому союзу. Шарль де Гіз пропонував шлюб Ренати з принцом Жуанвілем, однак Крістіна виступала проти такої партії. У жовтні 1559 року вона повернулася до Лотарингії, принцеси залишилися у Брюсселі і приєдналися до матері на Різдво.
Рената супроводжувала матір на коронацію Карла IX у Реймсі у травні 1561 та Максиміліана II як римського короля у листопаді 1562 у Франкфурті. Після останньої у курфюрста Пфальцу виникла ідея оженити її з кимось зі своїх синів. Руки дівчини просив також король Данії та Норвегії Фредерік II, але матір не погоджувалась. Король Швеції Ерік XIV теж вів перемовини щодо шлюбу з Ренатою, обіцяючи підтримати Крістіну в її претензіях на данський трон. Ландграф Гессенський обіцяв Крістіні стати її союзником, якщо вона віддасть Ренату за когось із його синів. Король Іспанії пропонував за чоловіка свого єдинокровного брата Хуана Австрійського, але коли його посли влітку 1567 року знову прибули до Нансі, Крістіна повідомила, що донька вже заручена із принцом Баварським.

### Шлюб

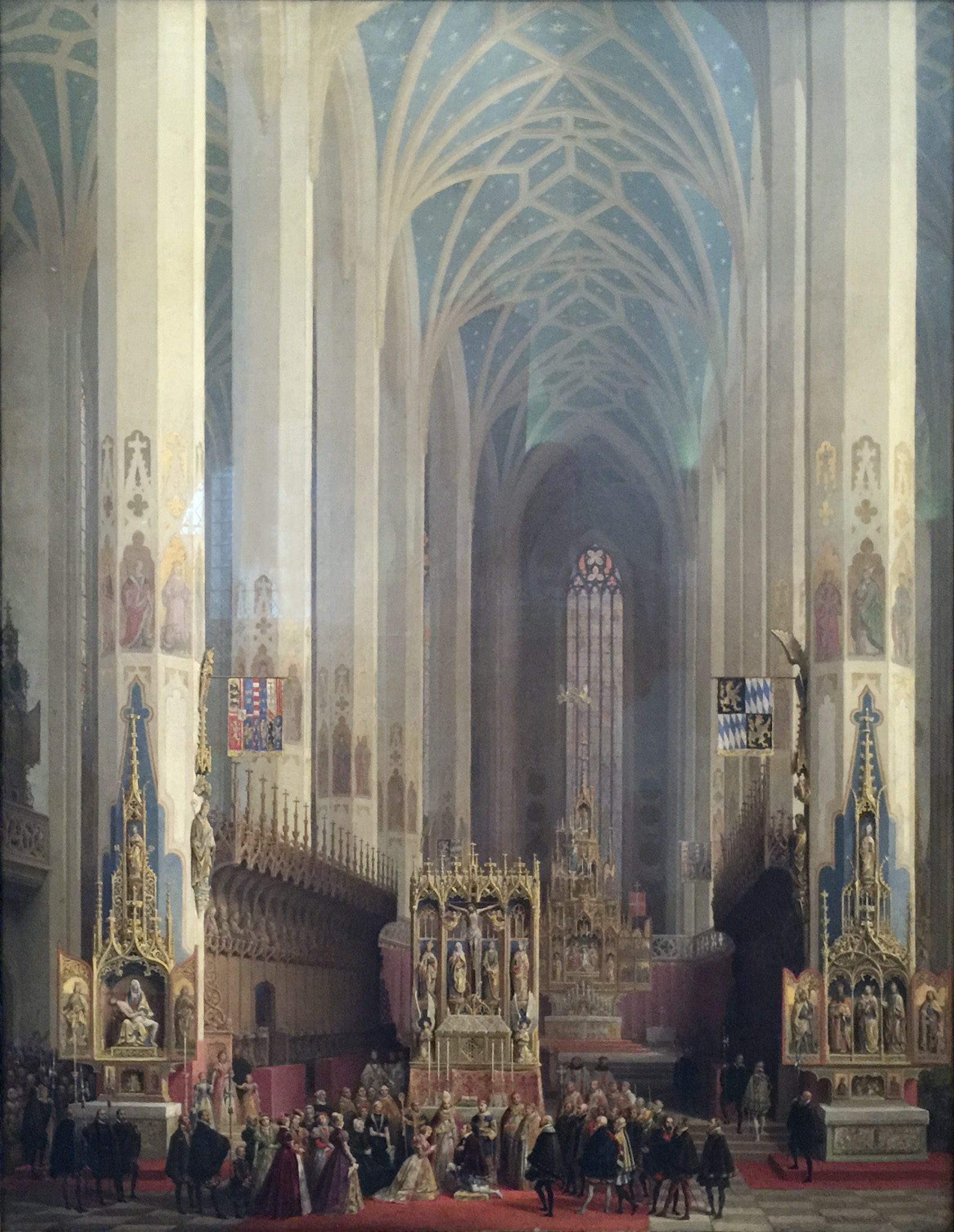
Вінчання Вільгельма та Ренати, 1854, Мюнхенський міський музей

У 21-річному віці Рената стала дружиною 19-річного принца Баварського Вільгельма. Вінчання пройшло 22 лютого 1568 року у Мюнхені. Церемонію провів князь-єпископ Аугсбурзький Отто Трухзесс фон Вальдбург. Шлюбний контракт уклали у вересні попереднього року. Святкування були дуже пишними і тривали 18 днів. Музику для урочистостей написав композитор Орландо ді Лассо. Весілля детально описане літописцем Массімо Трояно в його «Діалогах» 1569 року. Оселилися молодята у замку Траузніц, де тримали власний двір. 
У шлюбі народила десятеро дітей. Ренату описували як глибоко побожну дружину та матір, яка з любов'ю виховала своїх дітей. Вона також принесла до Баварії знання про французьку та іспанську придворні культури. Замок Траузніц, за часів проживання у ньому пари, був структурно розширений і розписаний великими циклами картин. З жовтня 1573 року ведення художніх робіт координував голландський художник Фрідріх Сустріс, який пройшов навчання у Флоренції. Придворними капельмайстрами послідовно були Іво де Венто й Антон Ґоссвін. У ландсхутській долині Вільгельм створив для Ренати сад насолод у ренесансному стилі за французькими зразками, а на горі навколо Траузниця був розбитий великий зоопарк з безліччю екзотичних та рідкісних видів тварин.

### Герцогиня-консорт та останні роки
У жовтні 1579 року Вільгельм став правлячим герцогом Баварії, а Рената — герцогинею-консортом. Подружжя переїхало до Мюнхенської резиденції. 
В результаті скарг на придворну розкіш, що пролунали на першому ландтазі, зібраному у 1579 році, витрати на показову пишність, образотворче мистецтво, музику та колекціонування були дещо обмежені. Натомість вони були збільшені на фінансування церков та Кельнську війну. 
Вільгельм був відомий як дуже побожний правитель. Рената дбала про хворих, бідних та релігійних прочан, підтримувана чоловіком, який казав, що «якби ви хотіли намалювати любов, вам довелося б написати портрет герцогині; тому що в ній з'єдналися всі якості любові». Свої доходи віддавала на благодійні цілі, особисто обслуговувала дванадцять бідних жінок за обіднім столом щодня та щороку надавала одяг і дах 72 нужденним жінкам. Відвідувала мешканців найубогіших хатин, аби допомогти бідним і хворим.
У жовтні 1597 року Вільгельм V зрікся престолу на користь старшого сина. Подружжя переїхало до нової мюнхенської резиденції Вільгельміше Фесте, освяченої того ж року. Надалі Рената вела ледве не чернече життя, дозволяючи собі тільки найнеобхідніше. Більшу частину часу проводила у мюнхенській лікарні Герцогшпіталкірхе, заснованій її тестем. Готуючись до смерті, часто відвідувала місце свого майбутнього поховання у Міхаельскірсі.
Разом із чоловіком у квітні 1602 року здійснила паломництво до Альтеттінгу й Еберсбергу, де вони просили для себе доброї смерті. 10 травня у доброму здоров'ї повернулися до Мюнхену. 22 травня Рената раптово пішла з життя. Була похована у крипті Міхаельскірхе у Мюнхені. Народом почиталася як свята, однак не була канонізована. Вільгельм V пережив дружину на 24 роки і побачив вцарювання сина як курфюрста.

## Родина

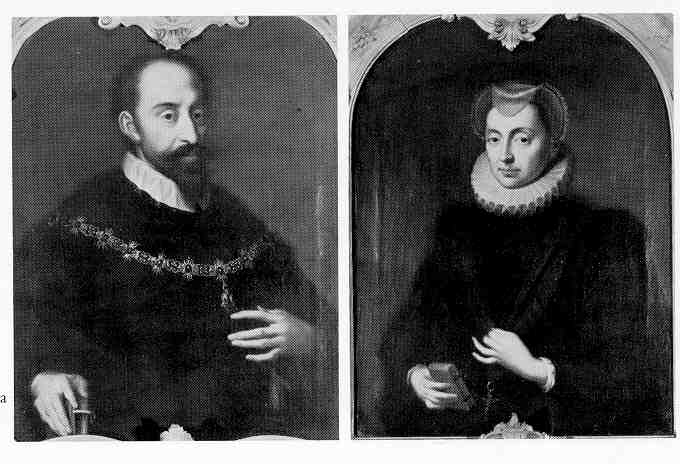
Подвійний портрет Ренати та Вільгельма, близько 1590 року

Чоловік —  Вільгельм V (герцог Баварії)
Діти:
- Крістоф (нар. та пом. 23 січня 1570 або 1571) помер після народження;
- Крістіна (1571—1580) прожила 8 років;
- Максиміліан (1573—1651) — герцог Баварії у 1597—1623 роках, курфюрст Баварії у 1623—1651 роках, курфюрст Пфальцу у 1623—1648 роках, був двічі одруженим, мав двох синів від другого шлюбу;
- Марія Анна (1574—1616) — дружина ерцгерцога Австрійського Фердинанда, мала семеро дітей;
- Філіп (1576—1598) — князь-єпископ Регенсбургу у 1595—1598 роках, одруженим не був, дітей не мав;
- Фердинанд (1577—1650) — архієпископ Кельна та герцог Вестфалії в 1612—1650 роках, одруженим не був, дітей не мав;
- Елеонора Магдалена (1578—1579) — прожила півроку;
- Карл (1580—1587) прожив 7 років;
- Альбрехт (1584—1666) — герцог Баварсько-Лейхтенберзький у 1646–1650 роках, був одруженим із Мехтільдою Лейхтенберзькою, мав п'ятеро дітей;
- Магдалена (1587—1628) — дружина пфальцграфа Нойбургу, герцога Юліха та Бергу, Вольфганга Вільгельма, мала єдиного сина.

## Вшанування
- Восени 1890 року на честь герцогині була названа вулиця у Мюнхені.[11]
- Верхня частина годинника на Новій ратуші Мюнхена, зведеній у 1908 році, присвячена історії весілля герцога Вільгельма V з Ренатою Лотаринзькою.[12] Складається з 43 дзвонів та 32 фігур у натуральну величину.